# کلیسای جامع سنت پطرس و سنت پل، تالین

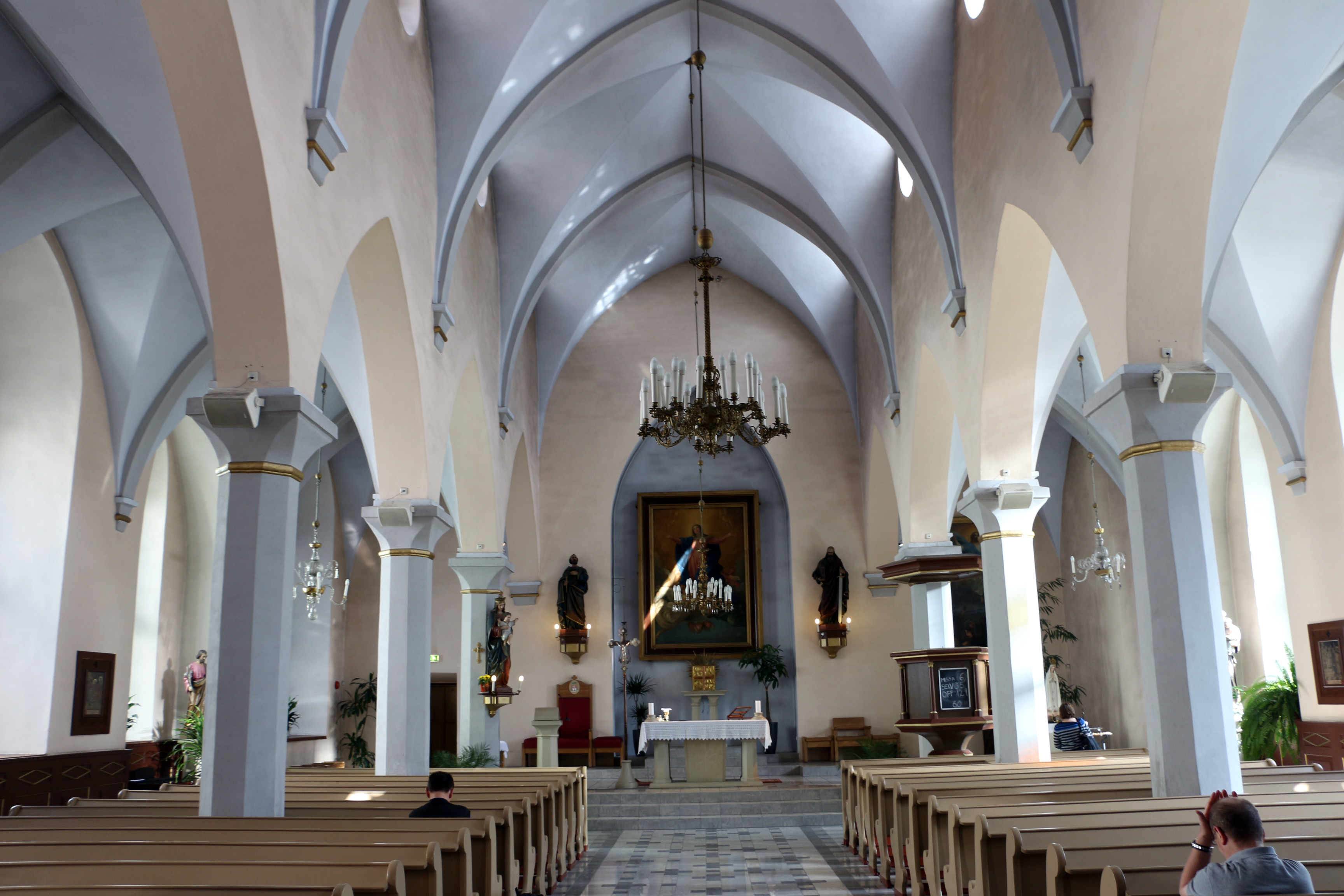
نمای داخلی کلیسا

کلیسای جامع سنت پطرس و سنت پل (به استونیایی: Püha Peetruse ja Pauluse katedraal) کلیسایی در شهر تالین، استونی است.
ساخت این کلیسا در سال ۱۸۴۱ میلادی شروع و در سال ۱۸۴۴ به پایان رسیده‌است، این کلیسا متعلق به پیروان کاتولیک می‌باشد.